# Treevenge
Treevenge (Kofferwort aus den englischen Wörtern tree = ‚Baum‘ und Revenge = ‚Rache‘) ist ein kanadischer Horror-Kurzfilm aus dem Jahr 2008. Regie führte Jason Eisener.
Im Film rächen sich Weihnachtsbäume brutal an den Bewohnern einer Kleinstadt für die Abholzung zum Weihnachtsfest.

## Handlung
Auf einer schneebedeckten Forstfläche fällen Holzarbeiter zahlreiche Nadelbäume. Zu kleine oder nicht besonders schön gewachsene Bäume werden einfach verbrannt. Dabei wird deutlich gezeigt, dass Bäume empfindungsfähige Lebewesen sind, die mit niedlichen Stimmchen wie Mogwai kommunizieren. Insbesondere die jungen Setzlinge zittern vor Angst. Die Gespräche der Bäume werden in Untertiteln wiedergegeben.
Entwurzelt und von ihren Verwandten getrennt, werden die Weihnachtsbäume in die Stadt gebracht und dort verkauft. In den Wohnungen der Käufer werden die Bäume beschnitten, in Weihnachtsbaumständer gezwängt und mit Christbaumschmuck behängt, von einem Menschen „sexuell gedemütigt“.
Am Boxing Day während des Auspackens der Geschenke schlagen die Weihnachtsbäume zurück. Sie erheben sich und töten in einem blutigen Massaker alle Bewohner der Stadt, wobei sie auch nicht vor Kleinkindern Halt machen.

## Produktion
Der Film wurde von dem Produktionsunternehmen Yer Dead Productions Inc. umgesetzt. Produzent Rob Cotterill und Regisseur Jason Eisener hatten im Jahr 2007 für den Film Grindhouse als Fake-Trailer den Kurzfilm Hobo with a Shotgun entworfen, den sie 2011 unter gleichem Titel als Spielfilm umsetzten. Während der Dreharbeiten zum Kurzfilm entstand die Idee zu Treevenge.
Das Team begann im November 2007 mit den Dreharbeiten, die insgesamt zehn Drehtage umfassten und sich bis Ende Februar 2008 hinzogen. Direkt im Anschluss begann man mit der Postproduktion des Films. Im Juni 2008 war der Film fertiggestellt.

## Veröffentlichung
Der Film feierte seine Premiere am 7. Juli 2008	beim Fantasia Film Festival in Montreal. Später lief er auf weiteren Filmfestivals, unter anderem in den Vereinigten Staaten, Frankreich und Portugal.
Im Dezember 2020 veröffentlichte Jason Eisener den Film komplett auf seinem YouTube-Kanal.

## Rezeption
Bei der IMDb hält der Film Stand Dezember 2022 eine Bewertung von 7,3 von 10 Punkten, basierend auf 2607 Bewertungen.
Die Kritiker der Horrorfilm-Website Ginger Nuts of Horror gaben dem Film 7,5 von 10 Punkten. Laut ihrer Kritik sei Treevenge zwar „alles andere als hohe Kunst“, aber der Film sei dennoch „durchaus unterhaltsam“ und er erreiche seine „gesetzten Ziele auf bewundernswerte Weise“.
In seiner Kritik für gbhbl.com lobte Carl Fisher die „einfach brillante“ Abrechnung der Bäume mit den Menschen in der zweiten Filmhälfte, den hohen Produktionswert und die erstklassigen Effekte.

## Auszeichnungen
- 2008: New York City Horror Film Festival – Audience Award für Jason Eisener[6]
- 2009: Sundance Film Festival – Short Filmmaking Award Honorable Mention für Jason Eisener[7]